# 오후성
오후성(1999년 8월 25일 ~ )은 대한민국의 축구 선수로 현재 K리그1의 광주 FC에서 미드필더로 활약 중이다.

## 선수 경력
대구 FC의 U-18팀에 소속되어 있던 오후성은 2018시즌을 앞두고 대구의 우선지명을 받으면서 프로무대에 입성했다.
2018년 12월 1일 강원 FC와의 경기에 출전하면서 프로 데뷔전을 치렀다. 2019년 6월 29일 제주 유나이티드와의 경기에 출전하여 세징야의 득점을 어시스트해 데뷔 후 첫번째 공격포인트를 기록했다.

## 수상

### 팀
- FA컵 우승: 2018